# Den Katolsk-Apostolske Kirke (København)
Den Katolsk-Apostolske Kirke på hjørnet af Gyldenløvesgade og Nørre Søgade er en kirke i København tilhørende den Katolsk-apostolske menighed. Kirken er aktiv, men med få deltagere. Ritualerne er meget stille.[kilde mangler]
Den 14. december 1869 købtes grunden til den nuværende bygning på 1620 kvadratalen (= 630 m2) for en købesum på 7285 rigsbankdaler. Grundstenen til byggeriet nedlagdes 12. oktober 1870, og kirken stod færdig i juli 1871 og blev indviet 1. august 1871. Kirken er tegnet af John Belcher & Son, London, og kostede ca. 17.000 rigsbankdaler (ca. 50.000 kr. i 1900-kroner). Konduktør for arbejdet var arkitekten Emanuel Christie Fleischer, som også var del af trossamfundet.
Kirken er bygget på granitsokkel af mursten i engelsk nygotisk stil og består af langskib og smallere kor, i alt 116 fod i længden med højt skifertækket tag samt et lille tårn med spir ved gavlfacaden ud mod Gyldenløvesgade. Foran facaden er der en lille forhal. Det indre har spidsbuet tøndehvælving. Foruden højalteret i koret er der i et lille, ved to spidsbueåbninger og en søjle, fra skibet adskilt kapel et sidealter; lige overfor er prædikestolen. En gammel granitdøbefonts kumme stammer fra Torup Kirke. Over indgangen er et orgelpulpitur. I tårnet er der portnerbolig og i en sidebygning 3 sakristier.
Oprindelig var kirkebygningen malet gul med røde bånd, men da den i 1894 trængte til at blive malet, blev den helt rød, hvilket varede en snes år, så blev den atter gul med de oprindelige røde bånd. Ved senere nymalinger er den blevet helt gul, og denne farve er fastholdt.
Grunden under kirken var blød, og i tidens skik byggede man på en fundering af risknipper og egebjælker, et såkaldt "slyngværk". Så længe dette fundament holdes fugtigt af grundvandet, fungerer det upåklageligt, men uheldigvis sank grundvandstanden, så kirken sank lidt med. I 1960'erne blev det nødvendigt at foretage en fuldstændig understøbning af hele bygningen, hvilket skete skridt for skridt i 1966-68.
Den store roset ud mod Gyldenløvesgade blev udtaget i 1984-85, da dens indfatning af cement var forvitret, skaden udbedret ved nystøbning og rosetten genindsat. Den oprindelige indfatning hørte til det tidligst kendte cement/beton arbejde i landet og blev derfor undersøgt af Teknologisk Institut.
Kirkens orgel stammer fra 1921, er pneumatisk og har efter en udvidelse i 1931 22 stemmer. Det er fra Marcussen & Søn, Aabenraa. Kirken var oprindeligt opvarmet med store – næppe særligt effektive – kakkelovne. I 1924 blev der indlagt centralvarme med koksfyr og allerede i 1943 ændredes det til fjernvarme.
Katolisk apostolisk Samfund havde et menighedslokale i Islandsgade 2, der ligger/lå i Sundby sogn på Amager. 